# Перес Гандуль, Франсиско
Франси́ско Пе́рес Ганду́ль (исп. Francisco Pérez Gandul, 19 сентября 1956, Севилья, Испания) — испанский журналист, редактор, писатель, сценарист.

## Биография
Окончил факультет журналистики в Мадридском университете, одновременно работая редактором информационных журналов андалусского издания «Нуэва Андалусия».
В 1983 году был назначен руководителем отдела Коррео де Анладусия, где проработал до февраля 1986 года, после чего перешёл на должность главного редактора в севильское отделение газеты ABC. В настоящий момент является журналистом указанного издания.
Литературный дебют, роман «Камера 211», получил премию Фернандо Лара в 2004 году, а также премию Сильверио Каньядо (2005). Действие романа развивается в тюрьме, в которой возникает мятеж, а главные герои — тюремный служащий и тюремный лидер. В мятеже замешана террористическая группировка ЭТА (баск. ЕТА, Euskadi Ta Askatasuna). Вместе с Хорхе Геррикаэчеваррией написал адаптированный сценарий фильма «Камера 211». В настоящий момент работает над вторым романом и сценарием.